# Jagdgeschwader 26
Jagdgeschwader 26 Schlageter foi uma unidade aérea da Luftwaffe durante a Segunda Guerra Mundial, formado em 1 de Maio de 1939 em Düsseldorf a partir do Stab/JG 132.

## Comandantes
| Comandante                        | Data                                            |
| --------------------------------- | ----------------------------------------------- |
| Oberst Eduard Ritter von Schleich | (1 de Setembro de 1939 - 9 de Dezembro de 1939) |
| Major Hans Hugo Witt              | (9 de Dezembro de 1939 - 23 de Junho de 1940)   |
| Major Gotthardt Handrick          | (23 de Junho de 1940 - 21 de Agosto de 1940)    |
| Oberstleutnant Adolf Galland      | (21 de Agosto de 1940 - 5 de Dezembro de 1941)  |
| Major Gerhard Schöpfel            | (6 de Dezembro de 1941 - 10 de Janeiro de 1943) |
| Oberst Josef Priller              | (10 de Janeiro de 1943 - 27 de Janeiro de 1945) |
| Major Franz Götz                  | (27 de Janeiro de 1945 - 8 de Maio de 1945)     |

## Título de Honra
Esta unidade foi assim nomeada em homenagem à Albert Leo Schlageter, um veterano da Primeira Guerra Mundial e membro do Freikorps, que foi feito prisioneiro em 5 de Abril de 1923 pelas forças francesas na região ocupada de Ruhr por participar de operações de sabotagem. Foi sentenciado a morte por um tribunal Francês e executado por um pelotão de fuzilamento em 26 de Maio de 1923.

## I. Gruppe

### Gruppenkommandeure
- Maj Gotthardt Handrick (1 de Maio de 1939 - 24 de Junho de 1940)
- Hptm Kurt Fischer (24 de Junho de 1940 - 21 de Agosto de 1940)
- Hptm Rolf Pingel (22 de Agosto de 1940 - 10 de Julho de 1941)
- Maj Johannes Seifert (11 de Julho de 1941 - 31 de Maio de 1943)
- Hptm Fritz Losigkeit (1 de Junho de 1943 - 22 de Junho de 1943)
- Hptm Karl Borris (23 de Junho de 1943 - 14 de Maio de 1944)
- Hptm Hermann Staiger (15 de Maio de 1944 - 31 de Julho de 1944)
- Maj Karl Borris (1 de Agosto de 1944 - 7 de Maio de 1945)

Formado em 1 de Maio de 1939 em Odendorf a partir do I./JG132 com as seguintes partes:
- Stab I./JG26 a partir do Stab I./JG132
- 1./JG26 a partir do 1./JG132
- 2./JG26 a partir do 2./JG132
- 3./JG26 a partir do 3./JG132

Em 21 de Setembro de 1943 acrescentado ao quarto staffeln:
- 1./JG26
- 2./JG26
- 3./JG26
- 4./JG26 para 8./JG26

4./JG26 foi dispensado em 15 de Fevereiro de 1945.

## II. Gruppe

### Gruppenkommandeure
- Hptm. Werner Palm (1 de Maio de 1939 - 27 de Junho de 1939)
- Hptm Herwig Knüppel (28 de Junho de 1939 - 19 de Maio de 1940)
- Hptm Karl Ebbighausen (29 de Maio de 1940 - 31 de Maio de 1940)
- Hptm. Erich Noack (1 de Junho de 1940 - 24 de Julho de 1940)
- Hptm Karl Ebbighausen (25 de Julho de 1940 - 16 de Agosto de 1940)
- Hptm Erich Bode (17 de Agosto de 1940 - 3 de Outubro de 1940)
- Hptm Walter Adolph (3 de Outubro de 1940 - 18 de Setembro de 1941)
- Hptm Joachim Müncheberg (19 de Setembro de 1941 - 21 de Julho de 1942)
- Hptm Karl-Heinz Meyer (22 de Julho de 1942 - 2 de Janeiro de 1943)
- Maj Wilhelm-Ferdinand Galland (3 de Janeiro de 1943 - 17 de Agosto de 1943)
- Hptm Hans Naumann (18 de Agosto de 1943 - 8 de Setembro de 1943)
- Obstlt Johannes Seifert (9 de Setembro de 1943 - 25 de Novembro de 1943)
- Maj Wilhelm Gäth (26 de Novembro de 1943 - 1 de Março de 1944)
- Hptm Hans Naumann (2 de Março de 1944 - 28 de Junho de 1944)
- Hptm Emil Lang (29 de Junho de 1944 - 3 de Setembro de 1944)
- Hptm Georg Peter Eder (4 de Setembro de 1944 - 8 de Outubro de 1944)
- Major Anton Hackl (9 de Outubro de 1944 - 29 de Janeiro de 1945)
- Obstlt Waldemar Radener (30 de Janeiro de 1945 - 22 de Fevereiro de 1945)
- Hptm Paul Schauder (23 de Fevereiro de 1945 - 1 de Maio de 1945)

Formado em 1 de Maio de 1939 em Bönninghardt a partir do II./JG132 com as seguintes partes:
- Stab II./JG26 a partir do Stab II./JG132
- 4./JG26 a partir do 4./JG132
- 5./JG26 a partir do 5./JG132
- 6./JG26 a partir do 6./JG132

Em 1 de Outubro de 1943 foi acrecentado ao 4 staffeln:
- 5./JG26 a partir do antigo 4./JG26
- 6./JG26 a partir do antigo 5./JG26
- 7./JG26 a partir do antigo 6./JG26
- 8./JG26 a partir do antigo 10./JG26

8./JG26 foi dispensado em 15 de Fevereiro de 1945.

## III. Gruppe

### Gruppenkommandeure
- Maj Ernst Freiherr von Berg (1 de Novembro de 1939 - 10 de Junho de 1940)
- Maj Adolf Galland (11 de Junho de 1940 - 20 de Agosto de 1940)
- Maj Gerhard Schöpfel (21 de Agosto de 1940 - 5 de Dezembro de 1941)
- Hptm Josef Priller (6 de Dezembro de 1941 - 10 de Janeiro de 1943)
- Hptm Fritz Geisshardt (11 de Janeiro de 1943 - 6 de Abril de 1943)
- Hptm Kurt Ruppert (7 de Abril de 1943 - 13 de Junho de 1943)
- Hptm Rolf Hermichen (15 de Junho de 1943 - 4 de Julho de 1943)
- Maj Klaus Mietusch (5 de Julho de 1943 - 17 de Setembro de 1944)
- Hptm Paul Schauder (18 de Setembro de 1944 - 26 de Setembro de 1944)
- Hptm Walter Krupinski (27 de Setembro de 1944 - 25 de Março de 1945)

Formado em 23 de Setembro de 1939 em Werl a partir de partes do I. e II./JG26 com:
- Stab III./JG26 novo (1 de Novembro de 1939)
- 7./JG26 novo
- 8./JG26 novo
- 9./JG26 novo (1 de Novembro de 1939)

Em 1 de Outubro de 1943 foram acrescentados ao 4 staffeln (o antigo 8./JG26 foi renomeado para 4./JG26 em 21 de Setembro de 1943):
- 9./JG26 a partir do antigo 7./JG26
- 10./JG26 a partir do antigo 9./JG26
- 11./JG26
- 12./JG26

O III./JG26 foi dispensado em 25 de Março de 1945.

## IV. Gruppe

### Gruppenkommandeur
- Maj Rudolf Klemm (25 de Fevereiro de 1945 - 17 de Abril de 1945)

Formado em 25 de Fevereiro de 1945 em Varrelbusch a partir do III./JG 54 com:
- Stab IV./JG26 a partir do Stab III./JG54
- 13./JG26 a partir do 10./JG54
- 14./JG26 a partir do 11./JG54
- 15./JG26 a partir do 9./JG54

O IV./JG26 foi dispensado em 17 de Abril de 1945.

## 10. Staffel
- O 10. (Nacht)/JG26 foi formado em 1 de Setembro de 1939 em Bonn-Hangelar, aparentemente a partir do 11.(N)/LG2. 18 de Fevereiro de 1940 e foi redesignado 11./JG2 (como parte do IV.(N)/JG2).[1]

- O 10. (Jabo)/JG26 foi formado em 10 de Março de 1942 em St. Omer-Arques. Em 17 de Fevereiro de 1943 foi redesignado 10. [1](Jabo)/JG 54.

Um novo 10./JG26 foi formado em 1 de Maio de 1943 em Vitry a partir de partes do II./JG26. Anexado ao II./JG26, em 1 de Outubro de 1943 foi redesignado 8./JG26, e se tornou oficialmente parte do II. Gruppe.

## 11. Staffel
Foi formado em 8 de Agosto de 1942 em Norrent-Fontes, como Höhenstaffel. Em 4 de Janeiro de 1943 foi dispensado e absorvido pelo II./JG 51.
Um novo 11./JG26 (Endausbildungsstaffel) foi formado em 10 de Dezembro de 1942 em Monchy-Breton. Foi anexado ao III./JG26 e em 1 de Outubro de 1943 se tornou oficialmente parte do III. Gruppe.

## 12. Staffel
Foi formado em 11 de Abril de 1943 em Wewelghem a partir de partes do III./JG26. Anexado ao III./JG26 e em 1 de Outubro de 1943 se tornou oficialmente parte do III. Gruppe.

## Gruppenkommandeure
- Olt Baron Hubertus von Holtey, 26 de Setembro de 1940 - 17 de Maio de 1941
- Hptm Fritz Fromme, 17 de Maio de 1941 - 27 Janeiro de 1942

O Erg.Staffel/JG26 foi formando em 26 de Setembro de 1940 em Reims-Betheny, a partir de partes do JG26 e Ergänzungs-Jagdgruppe Merseburg. Em 5 de março de 1941 foi adicionado ao Erg.Gruppe com:
- Stab do Ergänzungsgruppe/JG26 novo
- 1. Einsatzstaffel/JG26 novo
- 2. Ausbildungsstaffel/JG26 a partir do Erg.Sta./JG26

Dispensado em 27 de janeiro de 1942:
- 1. Einsatzstaffel/JG26 became 11./JG1
- 2. Ausbildungsstaffel/JG26 became 2./EJGr.West

## Recebedores da Cruz de Cavaleiro da Cruz de Ferro
A seguir esta a lista dos soldados da JG 26 que foram condecorados com a Cruz de Cavaleiro da Cruz de Ferro.
| Nome                       | Patente       | Cruz de Cavaleiro                                   | Folhas de Carvalho      | Espadas                                   | Diamantes             |
| -------------------------- | ------------- | --------------------------------------------------- | ----------------------- | ----------------------------------------- | --------------------- |
| Adolph, Walter             | Hauptmann     | 13 de Novembro de 1940                              |                         |                                           |                       |
| Borris, Karl               | Major         | 25 de Novembro de 1944                              |                         |                                           |                       |
| Dortenmann, Hans           | Oberleutnant  | 20 de Abril de 1945                                 |                         |                                           |                       |
| Ebeling, Heinz             | Leutnant      | 5 de Novembro de 1940                               |                         |                                           |                       |
| Galland, Adolf             | Major         | 29 de Julho de 1940                                 | 24 September 1940       | 21 de Junho de 1941                       | 28 de Janeiro de 1942 |
| Galland, Wilhelm-Ferdinand | Hauptmann     | 18 de Maio de 1943                                  |                         |                                           |                       |
| Glunz, Adolf               | Oberfeldwebel | 29 de Agosto de 1943                                | 24 de Junho de 1944     |                                           |                       |
| Groß, Alfred               | Leutnant      | 20 de Abril de 1945                                 |                         |                                           |                       |
| Hofmann, Karl-Wilhelm      | Leutnant      | 24 de Outubro de 1944                               |                         |                                           |                       |
| Mayer, Wilhelm             | Leutnant      | 12 de Março de 1945*                                |                         |                                           |                       |
| Meier, Johann-Hermann      | Leutnant      | 16 de Dezembro de 1944                              |                         |                                           |                       |
| Mietusch, Klaus            | Hauptmann     | 26 de Março de 1944                                 | 18 de Novembro de 1944* |                                           |                       |
| Müncheberg, Joachim        | Oberleutnant  | 14 de Setembro de 1940                              | 7 de Maio de 1941       | 9 de Setembro de 1942 Espadas com a JG 51 |                       |
| Priller, Josef             | Oberleutnant  | 19 de Outubro de 1940 Cruz de Cavaleiro com a JG 51 | 20 de Julho de 1941     | 2 de Julho de 1944                        |                       |
| Radener, Waldemar          | Oberleutnant  | 12 de Março de 1945                                 |                         |                                           |                       |
| Schmid, Johann             | Hauptmann     | 21 de Agosto de 1941                                |                         |                                           |                       |
| Schöpfel, Gerhard          | Hauptmann     | 11 de Setembro de 1940                              |                         |                                           |                       |
| Seifert, Johannes          | Hauptmann     | 7 de Junho de 1942                                  |                         |                                           |                       |
| Sprick, Gustav             | Leutnant      | 1 de Outubro de 1940                                |                         |                                           |                       |
| Vogt, Gerhard              | Leutnant      | 25 de Novembro de 1944                              |                         |                                           |                       |
| Willius, Karl              | Leutnant      | 9 de Junho de 1944                                  |                         |                                           |                       |

## Membros Notáveis
- Adolf Galland (recebedor da Cruz de Cavaleiro da Cruz de Ferro, com Folhas de Carvalho, Espadas e Diamantes)

- Eduard Ritter von Schleich (Ás da Primeira Guerra Mundial com 35 vitórias)

- Johannes Steinhoff(General da Luftwaffe no pós-guerra, Chief of Staff e Comandante da Força Aérea Aliada na Europa Central, Chief of Staff da Luftwaffe e Chairman no Comitê Militar NATO, na Bundeswehr General-Steinhoff-Kaserne em Berlin-Gatow foi nomeado em sua homenagem em 1994 e Jagdgeschwader 73 "Steinhoff" foi nomeado em sua honra em 1997)